# Finnair
Finnair je nacionalna zračna kompanija Finske i ujedno najveća kompanija u Finskoj. Sjedište im je Zračna Luka Helsinki-Vantaa.  Većinski vlasnik kompanije je Vlada Republike Finske s udjelom od 55,8%. Finnair je član udruženja Oneworld.  U 2012. su prevezli 8,8 milijuna putnika prema 60 europskih i 15 azojskih destinacija.  U prosincu 2012. su zapošljavali 6.784 osobe.

## Povijest
Finnair je osnovan 1. studenog 1923.  Prvi let bio je između Helsinkija i Tallinna 1924. Prvi prekoocenaski let je bio 1969. za New York. Danas Finnair svakodnevno leti na više od 66 destinacija sirom svijeta i slove za jednu od najsigurnijih kompanija na svijetu. Flota im broji 69 zrakoplova + 19 novonaručenih.

## Flota
Finnair flota se sastoji od sljedećih zrakoplova (25. prosinca 2015.):

## Destinacije
Amsterdam, Bangkok, Barcelona, Beč, Berlin, Boston, Bruxelles, Bukurešt, Budimpešta, Delhi, Dusseldorf, Ekaterinburg, Frankfurt, Gdansk,Geneva, Goteborg, Guangzhou, Hamburg, Hong Kong, Istanbul, Ivalo, Joensuu, Jyväsklä, Kajaani, Kijev,Kittilä, Kokkola, Kopenhagen, Krakow, Kuopio, Kuusamo,Lisabon,Ljubljana, London, Madrid, Manchester, Milano, Moskva,Mumbai, München, Nagoya, New York, Osaka, Oslo, Oulu, Pariz, Peking, Pisa, Prag, Riga, Rim,Rovaniemi, Sankt-Peterburg, Shanghai, Seoul, Stockholm, Tallinn, Toronto, Tokio, Vassa, Venecija, Vilnius, Varšava, Zurich

## Poslovni rezultati
|                                   | 2003   | 2004   | 2005   | 2006   | 2007   | 2008   | 2009   | 2010   | 2011   | 2012   | 2013   | 2014   |
| --------------------------------- | ------ | ------ | ------ | ------ | ------ | ------ | ------ | ------ | ------ | ------ | ------ | ------ |
| Promet (€ mil)                    | 1.558  | 1.683  | 1.871  | 1.990  | 2.181  | 2.256  | 1.838  | 2.023  | 2.257  | 2.449  | 2.400  | 2.284  |
| Dobit (EBT) (€ mil)               | −22    | 31     | 88     | −15    | 139    | −62    | −125   | −33    | −111,5 | 16,5   | 11,9   | −36,5  |
| Broj zaposlenih (prosjek)         | 9.981  | 9.522  | 9.447  | 9.598  | 9.480  | 9.595  | 8.797  | 7.578  | 7.467  | 6.784  | 5.859  | 4.981  |
| Broj putnika (mil)                | 6,8    | 8,1    | 8,5    | 8,8    | 8,7    | 8,3    | 7,4    | 7,1    | 8,0    | 8,8    | 9,2    | 9,6    |
| Faktor popunjenosti (%)           | 69,6   | 71,2   | 72,6   | 75,2   | 75,5   | 75,2   | 75,9   | 76,5   | 73,3   | 77,6   | 79,5   | 80,2   |
| Broj zrakoplova (na kraju godine) | 59     | 69     | 69     | 72     | 62     | 65     | 68     | 63     | 65     | 60     | 70     | 67     |
| Bilješke/izvori                   | [ 13 ] | [ 14 ] | [ 15 ] | [ 16 ] | [ 17 ] | [ 18 ] | [ 19 ] | [ 20 ] | [ 21 ] | [ 22 ] | [ 23 ] | [ 24 ] |